# Sulcicnephia sulcata
Sulcicnephia sulcata är en tvåvingeart som först beskrevs av Rubtsov 1956.  Sulcicnephia sulcata ingår i släktet Sulcicnephia och familjen knott. Inga underarter finns listade i Catalogue of Life.